# Caspar von Schönberg
Caspar von Schönberg (5. října 1621, Freiberg – 1. září 1676, Freiberg) byl šlechtic, který spravoval rozlehlé panství na saské straně Krušných hor. Poskytoval na něm azyl pobělohorským exulantům z rekatolizovaných Čech. Exulantům zpřístupnil půdu a stavební materiál k zakládání osad a budování exilových kostelů. Některé z těchto osad, např. Oberneuschönberg, Kleinneuschönberg a Niederneuschönberg, byly pojmenovány po něm. Exulanty, kteří svou prací obnovovali válkou zničená území a podíleli se na rozvoji nejen hornického regionu, bránilo i Saské kurfiřtství.

## Rodina

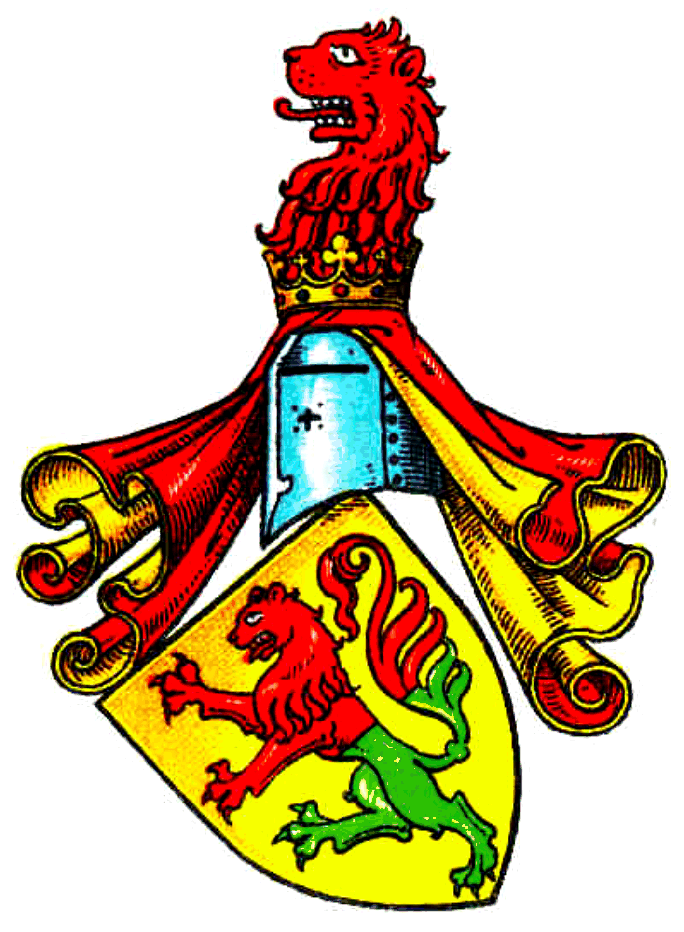
Rodinný erb

Caspar von Schönberg pocházel z významného a široce rozvětveného šlechtického rodu, patřil k větvi Schönbergů (Adelsgeschlecht). Jeho otec, Georg Friedrich von Schönberg (* 27. November 1586 v Mittelfrohně; † 23. Oktober 1650 ve Freibergu), byl „vrchním horníkem“ dozorujícím freiberské horní právo. Tuto vysokou funkci zastával později i jeho syn – Caspar von Schönberg.